# استشارة عبر الإنترنت
الاستشارة عبر الإنترنت (بالإنجليزية: Online counseling)‏ هي تقديم خدمات المشورة في مجال الصحة العقلية من خلال شبكة الإنترنت، وعادة ما يتم تقديم الخدمات عن طريق البريد الإلكتروني، والدردشة، ومؤتمرات الفيديو ، كما يستخدم بعض العملاء (المرضي) الاستشارة عبر الإنترنت بالتزامن مع العلاج النفسي التقليدي، أو تقديم المشورة الغذائية، وهناك عدد متزايد من العملاء يستخدمون الاستشارة عبر الإنترنت كبديل للزيارات المكتب.
في حين أن بعض أشكال الاستشارة عبر الهاتف كانت متاحة لأكثر من 35 عاما، فإن ظهور أنظمة دردشة الفيديو على الإنترنت وزيادة قابلية الاتصال بالانترنت قد أدت إلي حركة متنامية نحو العلاج عبر الإنترنت، كما يستخدم العملاء مؤتمرات عن طريق الفيديو، والدردشة الحية والبريد الإلكتروني مع علماء النفس المهنيين بدلا من أو بالإضافة إلى العلاج وجها لوجه.

## التاريخ
منذ بداية الإنترنت في عام 1972 أدرك العديد من المبدعين إمكانات شبكة الإنترنت في الاتصال العلاجي، وفي الوقت الذي أصبح فيه الإنترنت أمرا عاما، فقد بدأ ذلك جنبا إلى جنب مع تطور جماعات المساعدة الذاتية الأولى على شبكة الإنترنت الذين كانوا، في ذلك الوقت، منتشرين جدا، في عام 1995، كانت مارثا اينسورث لديها بضع شكاوى نفسية وأرادت أن تتخلص منها، لذلك بدأت تبحث عن الطبيب المعالج المختص، وبسبب متطلبات السفر فقد جعلت من الصعب بالنسبة لها استشارة الطبيب المعالج وجها لوجه وقالت انها بحثت عن بديل فعال على شبكة الإنترنت، ولكن وجدت فقط عدد قليل من صفحات الويب التي تقدم العلاج على الإنترنت لتلقي الشكاوى النفسية، بعد ذلك أرادت مارثا اينسورث الوصول إلى الجمهور بتجربتها وأسست نوعا من تبادل المعلومات لمواقع الصحة العقلية، وسمي ميتانويا (metanoia)، ويبدو أن هذه القاعدة من البيانات كانت غرفة تخزين فعالة جدا، وبحلول عام 2000 كان هناك أكثر من 250 موقع للعيادات الخاصة، وأكثر من 700 عيادة على الإنترنت يمكن الاتصال بالمعالج من خلالها.
مرة أخرى في الثمانينات كانت الخدمة الأولى التي أطلقت الرعاية الصحية على الإنترنت في حياتنا "اسأل العم عزرا" (Ask Uncle Ezra). وكان المعني بهذه الخدمة في البداية هم الطلاب من جامعة كورنيل في إيثاكا، نيويورك. وقد تم اختيار اسم الخدمة، "اسأل العم عزرا" من قبل جيري موشى، مؤسس ومدير الخدمات النفسية، كان يعمل جنبا إلى جنب مع ستيف وبقيت خدمتهم عاملة حتى اليوم، إلا أن الظهور الحقيقي للرعاية الصحية والنفسية على الإنترنت كان في منتصف عام 1995، عندما ظهرت العديد من الخدمات العامة على أساس مجاني للرعاية الصحية العقلية بهدف مشترك وهو تقديم النصائح الصحية، وكان مؤسس هذه الخدمات العامة للصحة النفسية ليونارد هولمز (Leonard Holmes) والذي طور "برامج علم النفس الاستشارة، وبعد عام 1995 أعطى ديفيد سومرز (David Sommers) العلاج النفسي على الإنترنت بعدا جديدا، ويمكن أن ينظر إليه باعتباره رائدا في العلاج الإلكتروني. وكان جوهر مفهوم نوع العلاج له هو بغرض علاج عملاؤه فقط عن طريق الإنترنت من خلال علاقة مستمرة مساعدة.
ومن الجدير بالذكر ما يسمى ب«السامريون»، مجموعة من مستشارين الأزمات المتطوعين والمدربين، والذين قاموا بعمل رائد مع الأشخاص الانتحارين، وبين عامي 1994 و 2002 تلقوا عددا هائلا من رسائل البريد الإلكتروني، والتي اجابوا عليها بطريقة مجهولة المصدر وبدون أي مقابل مادي، وفي مجال الاستشارة عبر الإنترنت يمكن اعتبار عملهم قيم للغاية، لأنه أنقذ مئات الأشخاص من اليأس والانتحار، ويمكن الافتراض بأنه في المستقبل القريب سيتم اختيار العملاء أكثر وأكثر للعلاج النفسي الذي يعطى عن طريق الإنترنت، أو على الأقل أنهم سوف يجمعون بين العلاج التقليدي وجها لوجه مع شكل آخر من أشكال الرعاية النفسية على الإنترنت. وهذا أيضا ربما يكون الحال بالنسبة لأولئك الذين يمارسون مهنة الصحة العقلية، فبعضهم قد يفضل العمل في سياق تقليدي، في حين أن آخرين سوف يكون أكثر عرضة للتفاعل مع عملائه عبر الإنترنت.

## الفوائد
أسست المجموعات المتزايدة من البحوث في الاستشارة عبر الإنترنت فعالية للعلاج عبر الإنترنت، مع نتائج علاج على الأقل مساوية للأساليب التقليدية، والعلاج عبر الإنترنت له فوائد إضافية غير محققة في العلاجات المستندة إلى المكتب (العلاجات التقليدية) حيث إنه يسمح للمريض حضور جلسات بمعدل أعلى من الدورات التقليدية.[بحاجة لمصدر] وكذلك فإن عدد المواعيد الفائتة أقل بكثير من العلاج المباشر التقليدي. وهناك بعض البحوث تشير إلى أن الاستشارة عبر الإنترنت هي أكثر فعالية لأن العميل يشعر بسهولة ورهبة أقل مما لو كان في بيئات علاجية تقليدية. [بحاجة لمصدر] وهذا يجعل العميل أكثر عرضة ليكون صادق، وبالتالي السماح للمستشار لتوفير أفضل العلاج.
الاستشارة عبر الإنترنت ملأت أيضا الحاجة الغير ملباة للعملاء الواقعين في مناطق ذات خدمة منخفضة وعدد قليل من المستشارين التقليديين. السكان في المناطق الريفية والعمالة الوافدة جنبا إلى جنب مع الأقليات يمكنهم بسهولة وفي وقت أقل العثور على المعالج المناسب على الإنترنت مما أكثر مما يمكنهم العثور عليه في مجتمعاتهم المحلية.
وقد أظهرت أيضا الاستشارة عبر الإنترنت أنها فعالة للعملاء الذين قد يجدون صعوبة في الوصول إلى المواعيد خلال ساعات العمل العادية، بالإضافة إلى ذلك، أظهرت البحوث أن الاستشارة عبر الإنترنت قد تكون مفيدة للأشخاص المعوقين والمناطق الريفية ذات الخدمات السريرية المنخفضة.

## الفعالية
أشارت بعض الأبحاث إلى أن الاستشارة عبر الإنترنت ستفيد الناس على مستوى عال نسبيا، ويمكن خدمة الحالات الشديدة مثل التفكير في الانتحار أو النوبات الذهانية على نحو أفضل من الطرق التقليدية وجها لوجه Although further research may prove otherwise.، على الرغم من أن أبحاث أخرى قد أثبتت على خلاف ذلك.
أجري كوهين وكير دراسة عن فعالية العلاج عبر الإنترنت لعلاج اضطرابات القلق لدى الطلاب ووجد أنه لا يوجد أي اختلاف في مستوى التغيير.
وبما أن الهدف الرئيسي من المشورة هو تخفيف المعاناة والقلق أو المخاوف التي يعاني منها العميل عند دخوله العلاج، فإن الاستشارة عبر الإنترنت لها فعالية قوية في ظل هذا التعريف، وتميل مسوحات رضا العميل إلي البرهنة على وجود مستوى عال من رضا العميل تجاه الاستشارة عبر الإنترنت، في حين أن مقدم الخدمة يظهر أحيانا رضا أقل تجاه أساليب العلاج عن بعد.

## جدل
هناك انقسام في مجال صلاحية الاستشارة عبر الإنترنت. وقد اقترح بعض الممارسين أن الاستشارة عبر الإنترنت لا يمكن اعتبارها علاج نفسي ، في حين أن المجلات العلمية مثل مجلة لانسيت قد نشرت دراسات تستنتج أن العلاج السلوكي المعرفي علي الإنترنت فعال كما هو الأمر في الحالة التقليدية لعلاج الاكتئاب.